# Ils (film, 2006)
Cet article concerne le film de David Moreau et Xavier Palud. Pour le film de Jean-Daniel Simon, voir Ils.
Pour les articles homonymes, voir Ils.
Pour plus de détails, voir Fiche technique et Distribution.
Ils est un thriller d'horreur franco-roumain réalisé par David Moreau et Xavier Palud, sorti en 2006.

## Synopsis
Lucas et Clémentine, un couple trentenaire expatrié en Roumanie, habite depuis peu de temps une maison isolée dans la banlieue de Bucarest. Elle est professeur de français, lui est romancier, et ils vivent un bonheur paisible… Pourtant, un soir dans leur maison, tout va basculer. La pluie battante fait rage à l'extérieur. Le téléphone retentit, des voix lointaines au bout du fil, incompréhensibles. Le couple n'est en effet pas seul. Le cauchemar commence… « Ils » sont là…

## Détails
Supposément basé sur des événements réels, le film s'ouvre par une nuit d'octobre, sur une route de campagne déserte dans la région de Snagov, en Roumanie. Après une dispute avec sa fille adolescente, une mère perd le contrôle de son véhicule qui s'écrase contre un poteau de téléphone. Elle sort vérifier l'étendue des dommages sous le capot, tandis que sa fille attend dans la voiture. Après une période de silence, la fille appelle sa mère. Ne recevant aucune réponse, elle sort de la voiture. Sa mère a disparu. Soudain, elle entend des bruits inquiétants provenant de la forêt. Apeurée, elle rentre dans le véhicule et tente de joindre la police avec son téléphone portable. Des sacs de boue sont jetés contre les fenêtres. La jeune fille essaie désespérément de prendre contact avec la police, mais elle est étranglée à mort par derrière.
Le lendemain, Clémentine rentre chez elle après une longue journée de travail. Elle passe devant la voiture accidentée, sans se préoccuper du sort de ses passagers. Elle est accueillie à la maison par Lucas, son copain écrivain. Les deux dînent et regardent la télévision. Au beau milieu de la nuit, ils sont réveillés par des sons provenant du rez-de-chaussée. Lucas descend enquêter. Il trouve le téléviseur allumé. Un peu plus tard, il constate que leur voiture a été volée. Il tente alors de contacter la police. Après une série d'étranges appels téléphoniques, il est attaqué par de mystérieux intrus dont il n'aperçoit que la silhouette. Frénétiquement, il réussit à rejoindre Clémentine dans la chambre à coucher. Clémentine essaie de s'échapper par le grenier, et tue l'un des intrus. Le couple se trouve encerclé et fait une tentative désespérée pour s'échapper de la maison.
Le couple réussira à s'échapper dans la forêt environnante, mais ils sont suivis de près par les intrus. Ils se cachent dans les buissons en espérant échapper à leurs ravisseurs. En raison de sa blessure, Lucas ne peut pas courir. Donc, il attend que Clémentine revienne avec les secours. Entre-temps, Clémentine se retrouve encerclée et sa seule échappatoire est sa voiture, qu'elle vient de retrouver dans la forêt. Elle ne réussira toutefois pas à démarrer la voiture, car les assaillants ont emporté les clefs.
Lucas sort des buissons et trouve la voiture, sans Clémentine. Il trouve plus loin l'accès au réseau d'égouts, où il la trouve en train de se faire torturer par un adolescent. Lucas le tue. Avec l'aide d'un jeune garçon, les deux tentent de s'échapper par les égouts. Mais les attaquants connaissent très bien le réseau souterrain. En tentant de fuir en grimpant une échelle, Lucas est projeté au sol par le jeune garçon. Clémentine hurle avec horreur en voyant son partenaire traîné par plusieurs intrus. Le jeune garçon se tourne vers elle et demande : « Pourquoi ne voulez-vous pas jouer avec nous ? » Commence alors la traque à travers les égouts. En tentant de fuir par une bouche d'aération, Clémentine est finalement rattrapée et disparaît.
Le film se termine avec un groupe d'élèves cagoulés marchant vers leur autobus scolaire. Juste avant le générique, il est révélé que les corps de Lucas Medvec et Clémentine Sauveur ont été retrouvés cinq jours après les faits. Après une enquête de plusieurs semaines, les meurtriers ont été arrêtés dans la région de Snagov. Ils étaient âgés entre dix et quinze ans. Lors de l'interrogatoire, le plus jeune aurait déclaré : « Ils ne voulaient pas jouer avec nous… »

## Fiche technique
- Titre : Ils
- Réalisation : David Moreau et Xavier Palud
- Scénario : David Moreau et Xavier Palud
- Production : Richard Grandpierre et Vlad Paunescu
- Sociétés de production : Eskwad, StudioCanal et Castel Film Romania
- Budget : 1 million d'euros
- Photographie : Axel Cosnefroy
- Montage : Nicolas Sarkissian
- Décors : Alexandra Botoi Tudorache
- Costumes : Elisabeth Mehu
- Pays de production :  France
- Format : couleur - 2,20:1 - Dolby Digital - 35 mm
- Genre : thriller, horreur
- Durée : 77 minutes
- Dates de sortie : 
  - Festival de Cognac : 8 avril 2006
  - France : 19 juillet 2006
  - Belgique : 30 août 2006
- Film interdit aux moins de 12 ans lors de sa sortie en salles mais aux moins de 16 ans à la télévision en France.
- Diffusion le 17 avril 2025 sur Ciné+ Frisson interdit aux moins de 12 ans

## Distribution
- Olivia Bonamy : Clémentine Sauveur
- Michaël Cohen : Lucas Medvec
- Adriana Moca : Ilona
- Maria Roman : Sanda
- Camelia Maxim : Maria
- Alexandru Boghiu : L'enfant
- Emanuel Stefanuc : Adolescent n°1
- Horia Ioan : Adolescent n°2
- Stefan Cornic : Adolescent n°3
- George Iulian : Adolescent n°4

## Autour du film
- Le tournage s'est déroulé à Bucarest, en Roumanie.
- Bien qu'au début du film on prétende que "le film est basé sur des faits réels", il s'agit en fait d'une légende urbaine racontée aux auteurs par un chauffeur de taxi en Tchécoslovaquie[1].
- Même si la qualité de l'image et la manière de filmer peuvent faire penser au film Le Projet Blair Witch, les réalisateurs nient s'en être inspirés[2].